# (34688) 2001 FG119
2001 FG119 (asteroide 34688) é um asteroide da cintura principal. Possui uma excentricidade de 0.16405250 e uma inclinação de 9.87253º.
Este asteroide foi descoberto no dia 20 de março de 2001 por NEAT em Haleakala.